# Pełczyn (Lublin)
Pełczyn [pronunciación en polaco: /ˈpɛu̯t͡ʂɨn/] es un pueblo ubicado en el distrito administrativo de Gmina Trawniki, dentro del Condado de Świdnik, Voivodato de Lublin, en Polonia oriental. Se encuentra aproximadamente a 5 kilómetros al norte de Trawniki, a 21 kilómetros al este de Świdnik, y a 31 kilómetros al este de la capital regional Lublin.